# آکاسیای بیدی
آکاسیای بیدی (نام علمی: Acacia saligna) نام یک گونه از سرده آکاسیا است. درختی است بومی استرالیا که در سال‌های اخیر به بخشهای جنوبی ایران وارد شده و در استان‌های خوزستان، هرمزگان، بلوچستان کاشته شده‌است.